# 佐藤ともやす
佐藤 ともやす（さとう - 、1977年7月2日 - ）は福岡県を拠点に活動するDJ、パーソナリティ、ローカルタレント。福岡県糸島市出身。身長175cm、体重62kg、趣味はJazz鑑賞・演奏。最終学歴は、上智大学文学部心理学科卒業。上智大学在学中にジャズバンドを結成する。サークルで活動中にステージMCで客を魅了することを覚え、大学卒業後、損害保険会社に勤務するが、2年後に退職、ラジオ業界に飛び込む。現在はラジオパーソナリティ・ナレーション・MC業だけではなく、番組制作の分野でも活動中。仕事に臨む姿勢として「ジャズもトークも即興演奏。基礎練習と本番の集中力が大事。」が真情。福岡県福岡市中央区在住。天神FMでの番組の際は、ソラリアステージのスクリーン、及びインターネット・携帯放送局どこでもテレビ博多での番組の際はPC、携帯電話で見ることができる。
2009年7月1日よりひらがな表記から、名字のみ漢字表記に改名した。
福岡で開催されるリアル脱出ゲームの司会としてよく見られる。

## 現在の担当番組
- NATURAL DRIVIN'（LOVE FM、土曜11:00-13:00)
- わいわい福岡（J:COM福岡制作、15分番組・1日3回放送・半月更新）
- FUNKAHOLIC （どこでもテレビ博多、毎週金曜日23:00-2:00生放送 ・第5金曜23:00-2:00,毎木曜12:00-15:00再放送、アーカイブ有）

## 過去の担当番組

### FM MiMi
- 百力.COM
- ミミコミ
- Cruisin'（2010年10月より天神FMにて担当者を同じくする同名番組開始。事実上の番組復活）
- ファンカホリック（どこでもテレビ博多にて復活）
- 901
- 井上みちかずのSWEET SONG VIEW

### CROSS FM/cross fm
- Smooth Night
- CATEGORY T.T. レポーター T.T.BUSTER2号
- SUNDAY FREESTYLE CAFÉ
- new discovery（土曜・日曜）

### 天神エフエム
- RPM（土曜12:00-15:00）
- MORNING WAVE（金曜7:00-10:00)
- PARK SIDE CAFE（火曜15:00-19:00)
- アジキュー（火曜19:00-20:00)
- Night Exclusive（月・火・水曜20:00-20:30)
- Cruisin' （月曜-木曜　21:00-23:00）（FM MiMiでの番組名を復活させた）